# Planet parade
Planet parade (russisk: Парад планет) er en sovjetisk spillefilm fra 1984 af Vadim Abdrasjitov.

## Medvirkende
- Oleg Borisov som Herman Ivanovitj Kostin
- Lilija Gritsenko som Anna Vasiljevna
- Aleksej Zjarkov som Ruslan Slonov
- Pjotr Zajtjenko som Ivan Pukhov
- Sergej Nikonenko som Vasilij Sergejevitj Afonin